# برونو فوسو
برونو فوسو (بالبرتغالية: Bruno Fuso‏) هو لاعب كرة قدم برازيلي في مركز حراسة المرمى، ولد في 30 يناير 1988 في ليميرا في البرازيل. لعب مع نادي بونتي بريتا ونادي كوريتيبا.

## وصلات خارجية
- برونو فوسو على موقع قاعدة بيانات كرة القدم.إي يو (الإنجليزية)
- برونو فوسو على موقع Soccerway.com (الإنجليزية)